# 畑中和
畑中 和（はたなか かず、1969年1月13日 - ）は、車いすランナー。兵庫県西宮市出身。

## 来歴・人物
小学校6年のとき交通事故に遭い、車いす生活となる。1988年から車いすマラソンを開始。1992年バルセロナパラリンピック時に初めて日本代表に選出された。
1995年、阪神・淡路大震災に遭遇し、母親の実家がある和歌山に避難。ガスや水道の復旧と共に神戸に戻り、地震による液状化現象で陥没や亀裂ができたポートアイランドの外周で練習を再開。しかし、仕事後の夜に走ることは危険なため、平日は室内のルームランナーを使用するなど、厳しい環境の中で練習を重ね、第15回大分国際車いすマラソン大会で初優勝を飾った。
1996年のアトランタ、2000年のシドニーとも僅差で金メダルを逃した。1998年にテレビドラマ「車いすの金メダル」のモデルとなり、その6年後、自身4度目のパラリンピック、2004年アテネパラリンピック　車いすマラソンで優勝し、本物の金メダリストとなった。
2001年の参院選に比例区から自由連合公認で立候補したが落選した。

## パラリンピック
- 1996年　アトランタパラリンピック　車いすマラソン　銀メダル

1位　Jean Driscoll　（アメリカ）1:52:54 
2位　畑中　和　（日本）1:52:56　（2秒差）
3位　Deanna Sodoma　（アメリカ）1:57:16
- 2000年　シドニーパラリンピック　車いすマラソン　銀メダル。

五輪スタジアムで残り100mを切ったところでアトランタ金メダリストのJean Driscollがスパートし、畑中をコンマ差でかわした。
- 2004年　アテネパラリンピック　車いすマラソン　金メダル。

1時間49分26秒で優勝（当時世界最高記録）。

## 主な記録
- 1991年　日本車いすマラソン大阪大会　　優勝
- 1993年　日本車いすマラソン大阪大会　　優勝
- 1994年　日本車いすマラソン大阪大会　　優勝
- 1995年　第15回大分国際車いすマラソン　女子総合1位
- 1996年　第16回大分国際車いすマラソン　女子総合2位
- 1997年　第17回大分国際車いすマラソン　女子総合1位（当時世界最高記録）
- 1999年　第19回大分国際車いすマラソン　女子総合1位
  - 　　　　全国車いすマラソン（篠山）　　優勝
  - 　　　　はまなす全国車いすマラソン　　優勝
- 2000年　第20回大分国際車いすマラソン　女子総合1位
- 2003年　第23回大分国際車いすマラソン　女子総合2位
  - 　　　　全国車いすマラソン（篠山）　　優勝
- 2006年　第26回大分国際車いすマラソン　1位（T53/54女子）